# 鄂西箬竹
鄂西箬竹（学名：Indocalamus wilsoni）为禾本科箬竹属下的一个种。